# Cerkiew św. Ireny w Moskwie
Cerkiew św. Ireny – prawosławna cerkiew w Moskwie, w dekanacie Objawienia Pańskiego eparchii moskiewskiej miejskiej Rosyjskiego Kościoła Prawosławnego. Przy świątyni funkcjonuje przedstawicielstwo Egzarchatu Białoruskiego Patriarchatu Moskiewskiego.

## Historia

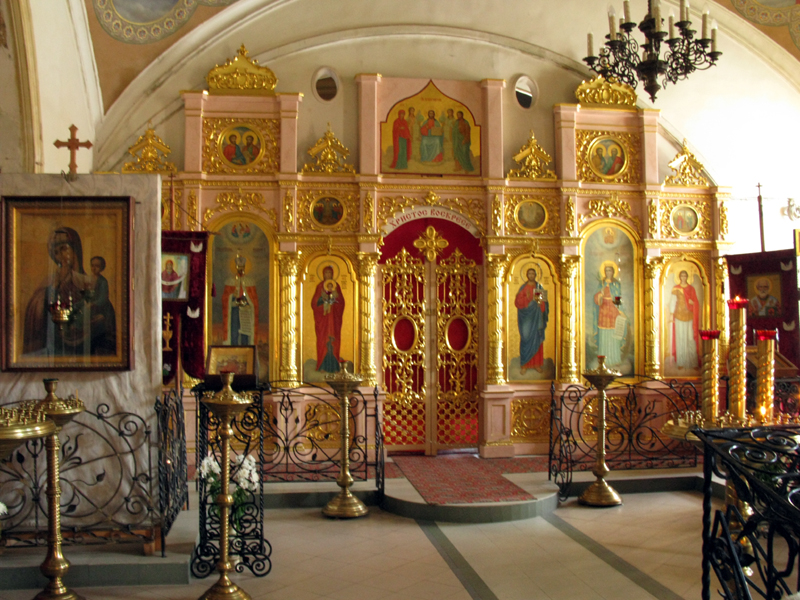
Ikonostas

Cerkiew znajduje się na terenie dawnej wsi Pokrowskoje, obecnie położonej w granicach administracyjnych Moskwy. Pierwsza wzmianka o świątyni na jej miejscu pochodzi z 1633. Cerkiew ta nosiła wezwanie św. Mikołaja, natomiast w 1635 została powiększona o drugi ołtarz św. Ireny, patronki nowo narodzonej wielkiej księżnej Ireny Michajłowny. W XVIII w. świątynię rozbudowano raz jeszcze, dostawiając ołtarz św. Katarzyny, patronki carycy Katarzyny II. W tym samym stuleciu, w latach 1790–1792, rozebrano starszą świątynię i na jej miejscu wzniesiono cerkiew murowaną. Jej główny ołtarz został wyświęcony ku czci Trójcy Świętej, zaś dwa boczne – ku czci świętych Ireny i Katarzyny. Obiekt powszechnie nazywany był cerkwią św. Ireny.
Cerkiew została zamknięta po rewolucji październikowej, musiała jednak być czynna jeszcze w 1932, gdyż w wymienionym roku odbył się w niej pogrzeb biskupa kałuskiego i borowskiego Sylwestra. Jej budynek pełnił następnie różne funkcje, m.in. fabryki i magazynu. Wyposażenie świątyni zostało całkowicie zniszczone, zburzono również cerkiewną dzwonnicę i zdjęto kopuły. Rosyjski Kościół Prawosławny odzyskał zdewastowaną świątynię w 1992. Przystąpiono wówczas do prac remontowych, równocześnie w budynku zaczęły ponownie odbywać się nabożeństwa.
W 2013 przy świątyni utworzone zostało przedstawicielstwo Egzarchatu Białoruskiego Patriarchatu Moskiewskiego, zaś honorowym proboszczem miejscowej parafii został arcybiskup witebski i orszański Dymitr.